# Піо Ферраріс
Піо Ферраріс (італ. Pio Ferraris, * 19 травня 1899, Турин — † 5 лютого 1957, Турин) — італійський футболіст, нападник.
Насамперед відомий виступами за клуб «Ювентус», а також національну збірну Італії.

## Клубна кар'єра
У дорослому футболі дебютував 1919 року виступами за команду клубу «Ювентус», в якій провів чотири сезони, взявши участь у 66 матчах чемпіонату.  У складі «Ювентуса» був одним з головних бомбардирів команди, маючи середню результативність на рівні 0,58 голу за гру першості.
Згодом з 1923 по 1927 рік грав у складі команд клубів «Казале», «Бентегоді» та знов за «Ювентус».
Завершив професійну ігрову кар'єру у клубі «Савона», за команду якого виступав протягом 1927—1929 років.

## Виступи за збірну
1920 року дебютував в офіційних матчах у складі національної збірної Італії. Протягом кар'єри у національній команді, яка тривала усього 2 роки, провів у формі головної команди країни 4 матчі, забивши 1 гол. У складі збірної був учасником  футбольного турніру на Олімпійських іграх 1920 року в Антверпені.
| Дата       | Місто     | Господарі  | Результат | Гості  | Турнір           | Голи | Примітки |
| ---------- | --------- | ---------- | --------- | ------ | ---------------- | ---- | -------- |
| 29/08/1920 | Антверпен | Франція    | 3 – 1     | Італія | ОІ 1920          | 0    |          |
| 31/08/1920 | Антверпен | Норвегія   | 1 – 2     | Італія | ОІ 1920          | 0    |          |
| 05/05/1921 | Антверпен | Бельгія    | 2 – 3     | Італія | товариський матч | 1    |          |
| 08/05/1921 | Амстердам | Нідерланди | 2 – 2     | Італія | товариський матч | 0    |          |
| Усього     |           | Матчів     | 4         |        | Голів            | 1    |          |

## Подальше життя
По завершенні футбольної кар'єри працював управляючим у банківській установі. Помер у 57-річному віці через сердцеву хворобу.